# Distretto di Mbinga
Il distretto di Mbinga è un distretto della Tanzania situato nella regione del Ruvuma. È suddiviso in 34 circoscrizioni (wards) e conta una popolazione di 353 683 abitanti (censimento 2012). 
Elenco delle circoscrizioni:
- Ruanda
- Litumbandyosi
- Kigonsera
- Kihangi Mahuka
- Utiri
- Mbinga Mjini
- Kilimani
- Mbangamao
- Kihungu
- Kikolo
- Kambarage
- Mapera
- Kipapa
- Kipololo
- Nyoni
- Luwaita
- Maguu
- Kitumbalomo
- Mkako
- Mkalanga
- Langiro
- Mbuji
- Litembo
- Ngima
- Myangayanga
- Mkumbi
- Linda
- Matiri
- Ukata
- Kitanda
- Kitura
- Namswea
- Mpepai
- Mpapa